# Jišuvej ha-Kochavim

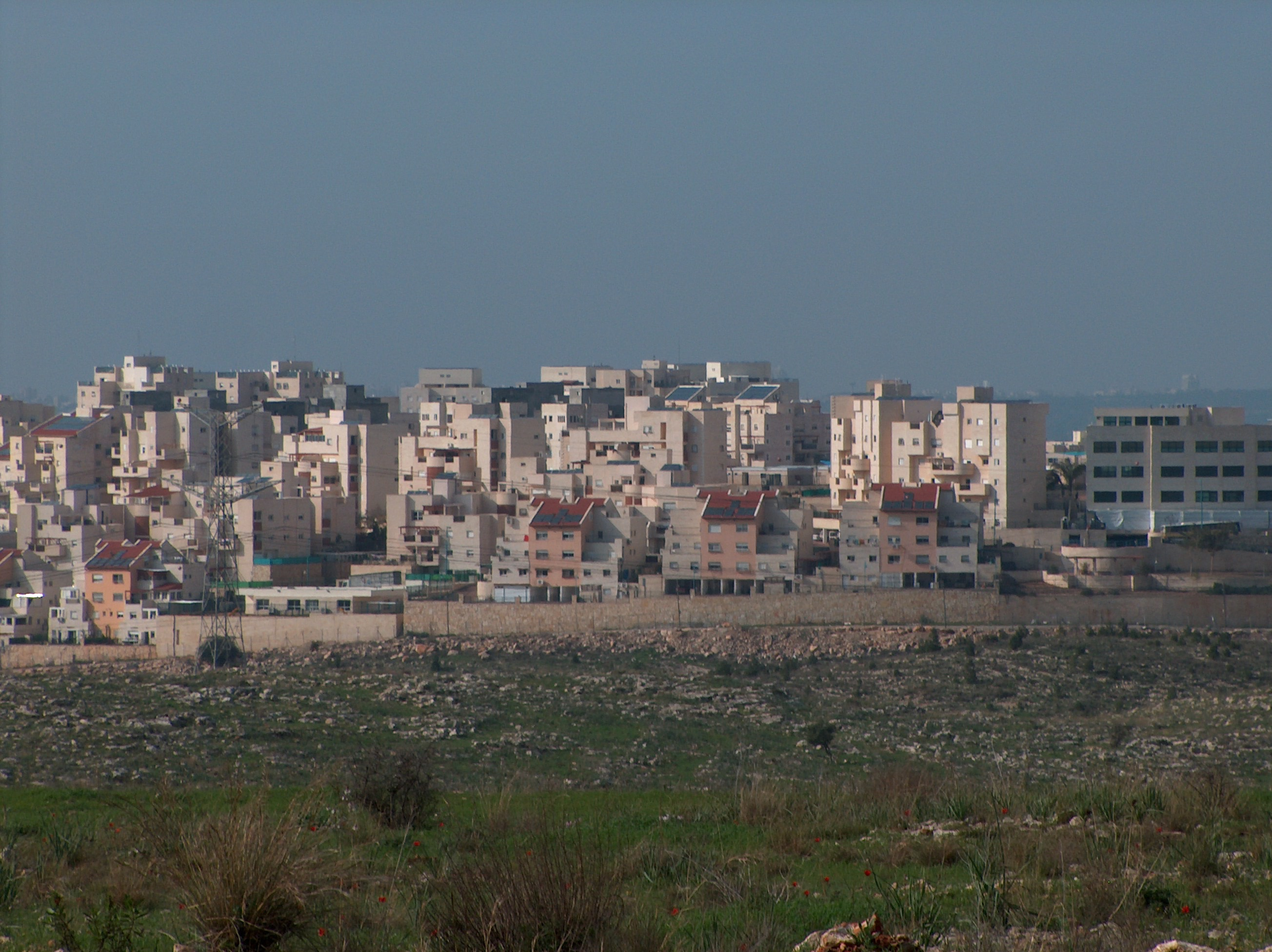
Město El'ad založené v rámci programu Jišuvej ha-Kochavim

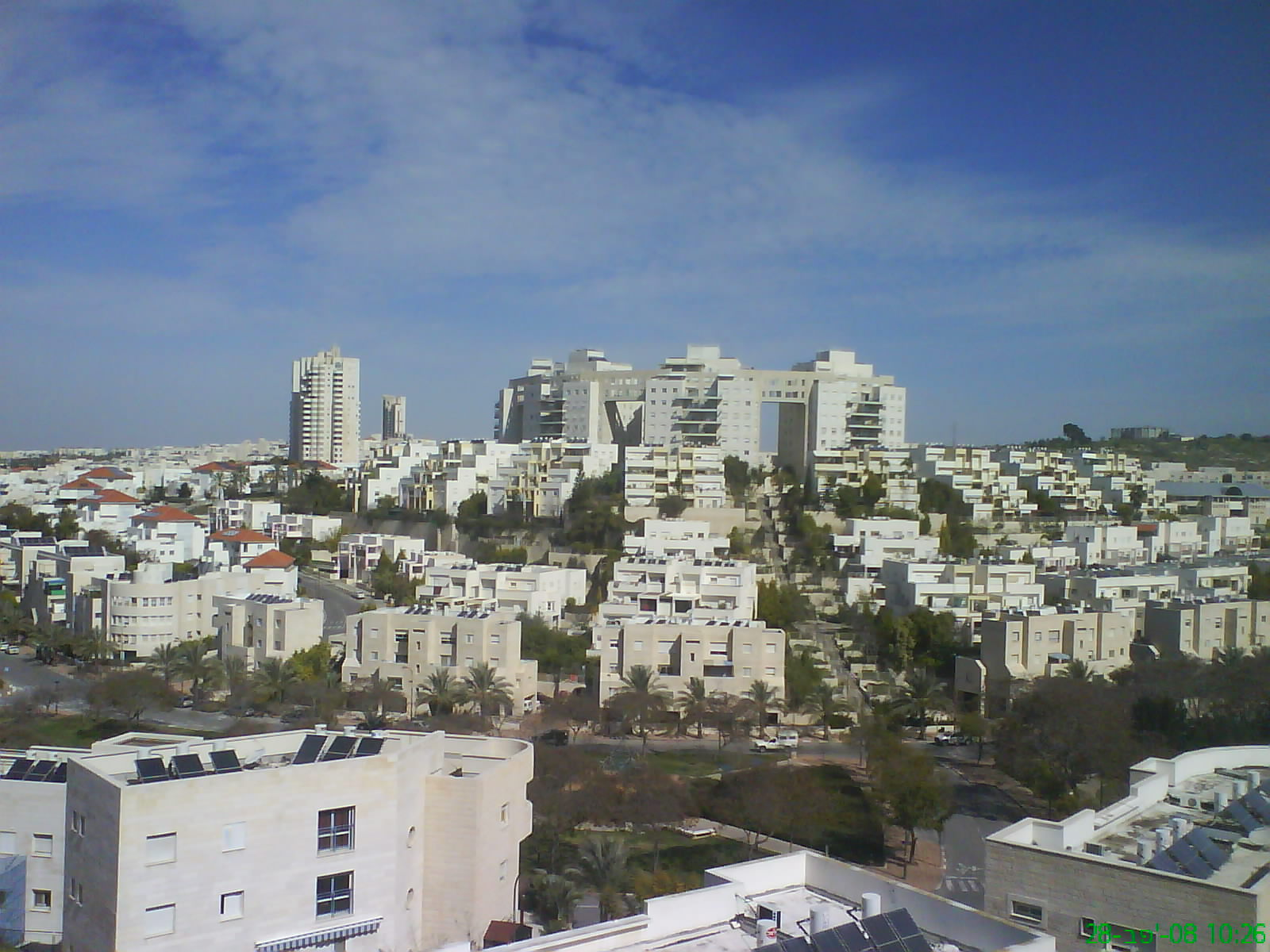
Město Modi'in založené souběžně s programem Jišuvej ha-Kochavim

Jišuvej ha-Kochavim (hebrejsky: יישובי הכוכבים, doslova „Sídla hvězdy“) je skupina měst založených v 90. letech 20. století v Izraeli, poblíž Zelené linie oddělující vlastní Izrael od Západního břehu Jordánu.

## Příprava výstavby
Počátkem 90. let 20. století oznámil tehdejší ministr bydlení a výstavby Izraele Ariel Šaron plán na výstavbu nových měst a na posílení těch stávajících podél Zelené linie. V té době do Izraele mířila masivní přistěhovalecká vlna Židů z bývalého SSSR a kromě řešení bytové nouze měla nová výstavba demograficky posílit Židy v těchto pohraničních oblastech. Podobné cíle sledoval už předchozí program územního rozvoje iniciovaný Arielem Šaronem – Micpim be-Galil, v jehož rámci vzniklo na přelomu 70. a 80. let 20. století v Galileji v severním Izraeli několik desítek nových židovských sídel. Zatímco ale projekt Micpim be-Galil sestával převážně z malých sídel vesnického typu, projekt Jišuvej ha-Kochavim se zaměřoval na větší obytné soubory městského typu. V té době žilo podél hranic se Západním břehem v centrálním Izraeli (v oblasti od vádí Ara až po Latrunský výběžek) cca 150 000 izraelských Arabů, jejichž vesnice a města navíc často územně přímo navazovaly na arabské osídlení na Západním břehu. Například palestinské město Kalkílija a arabské město v Izraeli Tira.
Oficiálně Šaron oznámil start programu Jišuvej ha-Kochavim na podzim 1991, v době, kdy v Izraeli jednal americký ministr zahraničních věcí James Baker. Ariel Šaron prohlásil, že projektovaná města mají za cíl také vymazat Zelenou linii a vytvořit plynulý přechod mezi hustě osídlenou oblastí centrální Izraele a těmi židovskými osadami na Západním břehu Jordánu, které vyrostly na jeho okraji a jejichž obyvatelstvo se rekrutovalo převážně z neideologicky motivovaných osadníků.
Kromě Ariela Šarona se na projektu podílel za vládní úředníky Josi Margalit (יוסי מרגלית) a Gide'on Vitkin (גדעון ויתקון) z Izraelské pozemkové správy, který pomáhal s výběrem vhodných pozemků.

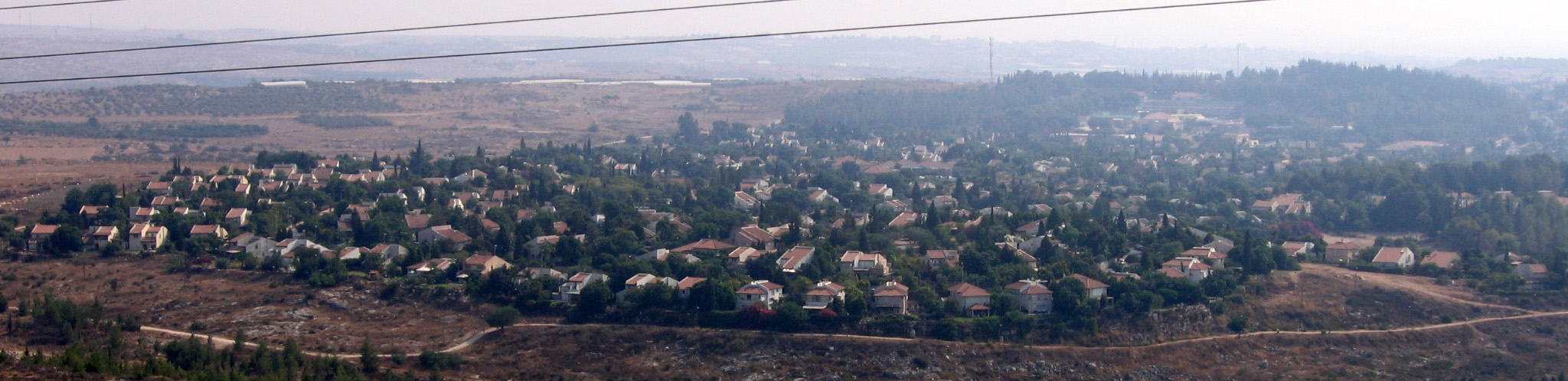
Pohled na Kochav Jair od obce Cur Natan

Původně projektovaná výstavba měla zahrnout 12 měst. Počítalo se i s masivní výstavbou nových bytových jednotek v již existujících městech jako Roš ha-Ajin  a s výstavbou bytů v oblasti dnešního města Modi'in-Makabim-Re'ut. Vláda  projekt odsouhlasila v roce 1991 ale poněkud jej seškrtala. V první fázi měl spočívat ve výstavbě 30 000 bytů.

## Bilance výstavby
V následujících letech pak zde skutečně proběhla výstavba několika nových měst.  Patří mezi ně Cur Jig'al (založen 1991, roku 2003 sloučen s Kochav Jair), Coran (založeno roku 1992, roku 2003 sloučeno s městem Kadima-Coran), Kacir-Chariš (sloučen do jedné obce roku 1993), Matan (1995), Bat Chefer (1996), Lapid (1996), El'ad (1998). Původně plánované rozšíření obce Cur Natan nebylo realizováno, stejně jako zamýšlená výstavba velkého města v lokalitě Chariš (o opětovném oživení plánů na stavební rozvoj v Chariši se uvažuje až počátkem 21. století) Souběžně s budováním Jišuvej ha-Kochavim probíhala na jižním okraji řešeného pásu území výstavba nového města Modi'in (založeno 1993), které do roku 2010 dosáhlo počtu obyvatel téměř 75 000.

## Bezpečnostní problémy
Během druhé intifády po roce 2000 zažila některá z těchto nově založených měst bezpečnostní problémy. Některé doručovatelské firmy například dočasně odmítaly obsluhovat zákazníky ve městě Kacir-Chariš. Zároveň ale ve prospěch zdejších sídel hrálo dobudování hlavních úseků Transizraelské dálnice, která byla vedena podél Zelené linie a výrazně zlepšila dopravní dostupnost v severojižním směru. Podél Zelené linie rovněž počátkem 21. století vyrostla bezpečnostní bariéra, která fyzicky oddělila palestinské oblasti od židovských měst na izraelské straně.

## Pozdější snahy o pokračování v programu
V roce 1996 Ariel Šaron (nyní už coby Ministr národní infrastruktury Izraele ve vládě Benjamina Netanjahua) oznámil, že projekt Jišuvej ha-Kochavim bude rozšířen i do jižního Izraele, do pouště Negev. Podobný plán na výstavbu dalších nových sídel v regionu Lachiš navrhla roku 1998 Izraelská pozemková správa, ale byl odmítnut vládou. Roku 2007 část poslanců Knesetu navrhovala projekt v Lachiši oživit a použít jej pro usídlení vystěhovaných izraelských osadníků z Gazy, ale proti tomu ostře vystoupily ekologické iniciativy, kterým vadil navrhovaný zábor volné krajiny.